# سیارک ۴۷۶۱
سیارک ۴۷۶۱ (به انگلیسی: 4761 Urrutia، نامگذاری:1981QC) چهار هزار و هفتصد و شصت و یکمین سیارک کشف شده‌است که در ۲۷ اوت ۱۹۸۱ کشف شد.
قدر مطلق سیارک برابر ۱۳٫۶۰ است.